# Alastrim
L'alastrim (o Variola minor) era una malattia simile alla classica malattia del vaiolo, ma clinicamente meno grave e con prognosi migliore. Negli anni settanta del XX secolo la malattia fu eradicata dalla Terra.

## Etimologia
Il termine  alastrim nella lingua portoghese significa "qualcosa che si diffonde rapidamente per ogni dove". Il termine venne introdotto nel linguaggio scientifico dal medico brasiliano E. Ribas nel 1910.

## Eziopatogenesi
L'agente casuale dell'alastrim era un ceppo a bassa virulenza di Variola virus, ossia lo stesso virus che causava le forme più gravi del vaiolo umano: un virus a DNA a doppio filamento, rivestito da una doppia membrana virale, appartenente alla famiglia Poxviridae, sottofamiglia Chordopoxvirinae, genere Orthopoxvirus, in grado di riprodursi nel citoplasma delle cellule infettate. I virus isolati da pazienti con l'alastrim erano indistinguibili dal Variola virus sia dal punto di vista morfologico (cioè, al microscopio elettronico), che dai punti di vista biologico, immunologico e sierologico. La diagnosi fra l'alastrim e la forma grave del vaiolo (Variola maior) era possibile soltanto in base alle differenze di ordine clinico: segni, sintomi, decorso e prognosi.

## Clinica
Clinicamente, dopo un periodo di incubazione di 10-14 giorni (uguale a quello del Variola maior), la persona infettata sviluppava una dermatite con lesioni dapprima eritematose e successivamente papulose, papulo-vescicolose e, nei successivi 1-2 giorni, con la comparsa di lesioni pustolose ombelicate al centro; il numero delle lesioni era minore di quello del Variola maior. Non erano presenti inoltre segni e sintomi di grave malessere generale, presenti invece nel Variola maior. I pazienti erano contagiosi solo durante la prima settimana di comparsa delle lesioni dermatologiche, quando cioè la diffusione del virus dalle lesioni ulcerate della mucosa orale era massima. Il tasso di mortalità si aggirava attorno all'1%, mentre nel Variola maior era di circa il 30%. Il Variola minor assomigliava al cosiddetto Vaioloide, una forma lieve di vaiolo che poteva svilupparsi nei soggetti già vaccinati; Alastrim e Vaioloide differivano però nella malattia trasmessa ai contatti: l'Alastrim provocava invariabilmente la forma lieve del Variola minor, invece il Vaioloide causava generalmente il Variola maior.

## Storia

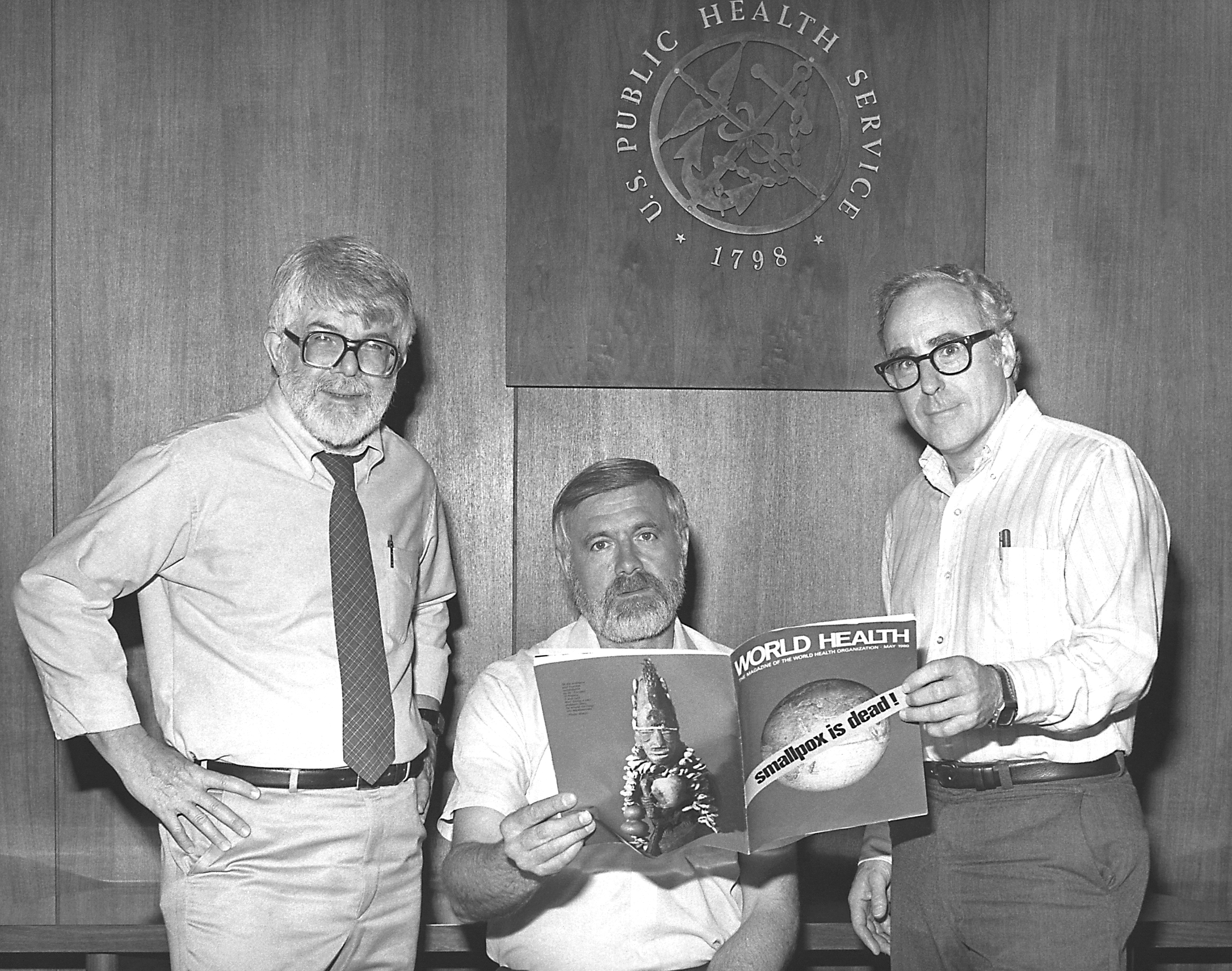
I direttori del programma di eradicazione del vaiolo: Da sinistra: Donald Millar, William H. Foege e J. Michael Lane

Si riteneva fino a poco tempo fa che il vaiolo, un virus che ha realmente determinato il corso della storia umana, fosse stato un flagello dell'umanità per almeno 1500 anni. Alla fine del 2016 Hendrik Poinar, un biologo specialista in DNA antico, ha ricostruito l'albero genealogico del Variola virus e ha concluso che il progenitore comune sia apparso in epoca storica moderna, fra il 1530 e il 1645. I primi tentativi di prevenzione della malattia si basarono sull'osservazione che i sopravvissuti al vaiolo  acquisivano una immunità permanente e non contraevano più la malattia, sia nei casi in cui la malattia si era manifestata nella forma Variola maior sia nei casi in cui si era manifestata nella forma lieve dell'Alastrim. La pratica della variolizzazione, consistente nell'inoculazione in soggetti sensibili di materiale proveniente dalle pustole di pazienti con Alastrim, sorse in modo indipendente in diverse regioni dell'Africa e dell'Asia, e venne fatta conoscere nell'Europa occidentale dal medico veneziano Jacopo Pilarino ai primi del XVIII secolo. La pratica venne soppiantata dalla vaccinazione, introdotta nel 1796 da Jenner.
A metà del XX secolo la pratica della vaccinazione aveva fatto ormai cessare le epidemie di vaiolo/alastrim dalla maggior parte dei Paesi e nel 1958 l'Assemblea mondiale della sanità avviò un programma per l'eradicazione globale della patologia da attuarsi mediante copertura vaccinale in tutti i Paesi o, quanto meno, con la strategia "aggressive case-finding" (isolamento dei focolai vaccinando tutti coloro che erano stati a contatto con ammalati). L'ultimo caso di Alastrim si verificò in Somalia nel 1977. Nel 1980 l'Assemblea mondiale della sanità dichiarò che il vaiolo umano era stato eradicato dalla Terra.